# Copa Colsanitas 2023 - Qualificazioni singolare
Le qualificazioni del singolare della Copa Colsanitas 2023 sono un torneo di tennis preliminare per accedere alla fase finale della manifestazione. Le vincitrici dell'ultimo turno sono entrate di diritto nel tabellone principale. In caso di ritiro di una o più giocatrici aventi diritto a queste sono subentrate le lucky loser, ossia le giocatrici che hanno perso nell'ultimo turno ma che avevano una classifica più alta rispetto alle altre partecipanti che avevano comunque perso nel turno finale.

## Teste di serie
1. Carol Zhao (spostata nel tabellone principale)
2. Fernanda Contreras (ultimo turno)
3. Joanne Züger (ultimo turno)
4. Rosa Vicens Mas (qualificata)
5. Sinja Kraus (qualificata)
6. Carole Monnet (ultimo turno)

1. Irina Bara (primo turno)
2. İpek Öz (primo turno)
3. Harmony Tan (qualificata)
4. Jaqueline Cristian (primo turno)
5. Nuria Brancaccio (qualificata)
6. Dalila Jakupović (ultimo turno)

## Qualificate
1. Natalija Stevanović
2. Nuria Brancaccio
3. Carolina Alves

1. Rosa Vicens Mas
2. Sinja Kraus
3. Harmony Tan

## Tabellone

### Legenda
| - Q = Qualificato - WC = Wild card - LL = Lucky loser | - ALT = Alternate - SE = Special Exempt - PR = Protected Ranking | - w/o = Walkover - r = Ritirato - d = Squalificato |

### Sezione 1
|  | Primo turno | Primo turno         | Primo turno         | Primo turno | Primo turno |  |  | Ultimo turno | Ultimo turno        | Ultimo turno | Ultimo turno | Ultimo turno |  |
|  |             |                     |                     |             |             |  |  |              |                     |              |              |              |  |
|  | Alt         | Marija Tkačeva      | Marija Tkačeva      | 3           | 0           |  |  |              |                     |              |              |              |  |
|  |             | Irina Chromačëva    | Irina Chromačëva    | 6           | 6           |  |  |              | Irina Chromačëva    | 6            | 4            | 65           |  |
|  |             | Natalija Stevanović | Natalija Stevanović | 6           | 6           |  |  |              | Natalija Stevanović | 2            | 6            | 7            |  |
|  | 8           | İpek Öz             | İpek Öz             | 4           | 1           |  |  |              |                     |              |              |              |  |

### Sezione 2
|  | Primo turno | Primo turno                | Primo turno                | Primo turno | Primo turno |  |  | Ultimo turno | Ultimo turno       | Ultimo turno | Ultimo turno | Ultimo turno |  |
|  |             |                            |                            |             |             |  |  |              |                    |              |              |              |  |
|  | 2           | Fernanda Contreras         | Fernanda Contreras         | 6           | 6           |  |  |              |                    |              |              |              |  |
|  |             | Martina Colmegna           | Martina Colmegna           | 1           | 3           |  |  | 2            | Fernanda Contreras | 2            | 7            | 2            |  |
|  | WC          | Valentina Mediorreal Arias | Valentina Mediorreal Arias | 0           | 2           |  |  | 11           | Nuria Brancaccio   | 6            | 6(1)         | 6            |  |
|  | 11          | Nuria Brancaccio           | Nuria Brancaccio           | 6           | 6           |  |  |              |                    |              |              |              |  |

### Sezione 3
|  | Primo turno | Primo turno      | Primo turno      | Primo turno | Primo turno |  |  | Ultimo turno | Ultimo turno   | Ultimo turno   | Ultimo turno | Ultimo turno |  |
|  |             |                  |                  |             |             |  |  |              |                |                |              |              |  |
|  | 3           | Joanne Züger     | Joanne Züger     | 6           | 6           |  |  |              |                |                |              |              |  |
|  | WC          | María Paz Ospina | María Paz Ospina | 2           | 1           |  |  | 3            | Joanne Züger   | Joanne Züger   | 63           | 1            |  |
|  |             | Carolina Alves   | 1                | 6           | 6           |  |  |              | Carolina Alves | Carolina Alves | 7            | 6            |  |
|  | 7           | Irina Bara       | 6                | 3           | 2           |  |  |              |                |                |              |              |  |

### Sezione 4
|  | Primo turno | Primo turno        | Primo turno        | Primo turno | Primo turno |  |  | Ultimo turno | Ultimo turno    | Ultimo turno | Ultimo turno | Ultimo turno |  |
|  |             |                    |                    |             |             |  |  |              |                 |              |              |              |  |
|  | 4           | Rosa Vicens Mas    | 4                  | 6           | 6           |  |  |              |                 |              |              |              |  |
|  |             | Nefisa Berberović  | 6                  | 3           | 2           |  |  | 4            | Rosa Vicens Mas | 6            | 1            | 6            |  |
|  |             | Iryna Šymanovič    | Iryna Šymanovič    | 6           | 6           |  |  |              | Iryna Šymanovič | 1            | 6            | 3            |  |
|  | 10          | Jaqueline Cristian | Jaqueline Cristian | 1           | 3           |  |  |              |                 |              |              |              |  |

### Sezione 5
|  | Primo turno | Primo turno            | Primo turno | Primo turno | Primo turno |  |  | Ultimo turno | Ultimo turno     | Ultimo turno     | Ultimo turno | Ultimo turno |  |
|  |             |                        |             |             |             |  |  |              |                  |                  |              |              |  |
|  | 5           | Sinja Kraus            | 6           | 3           | 6           |  |  |              |                  |                  |              |              |  |
|  |             | Lena Papadakis         | 4           | 6           | 2           |  |  | 5            | Sinja Kraus      | Sinja Kraus      | 6            | 6            |  |
|  |             | Kathinka von Deichmann | 7           | 3           | 4           |  |  | 12           | Dalila Jakupović | Dalila Jakupović | 2            | 2            |  |
|  | 12          | Dalila Jakupović       | 6(1)        | 6           | 6           |  |  |              |                  |                  |              |              |  |

### Sezione 6
|  | Primo turno | Primo turno                  | Primo turno                  | Primo turno | Primo turno |  |  | Ultimo turno | Ultimo turno  | Ultimo turno  | Ultimo turno | Ultimo turno |  |
|  |             |                              |                              |             |             |  |  |              |               |               |              |              |  |
|  | 6           | Carole Monnet                | Carole Monnet                | 6           | 7           |  |  |              |               |               |              |              |  |
|  | WC          | María Torres Murcia          | María Torres Murcia          | 1           | 5           |  |  | 6            | Carole Monnet | Carole Monnet | 4            | 1            |  |
|  | WC          | Maria Fernanda Navarro Oliva | Maria Fernanda Navarro Oliva | 1           | 4           |  |  | 9            | Harmony Tan   | Harmony Tan   | 6            | 6            |  |
|  | 9           | Harmony Tan                  | Harmony Tan                  | 6           | 6           |  |  |              |               |               |              |              |  |